# عوينة الريحان
تقع قرية عوينة الريحان في الجنوب الشرقي لمدينة اللاذقية على بعد 48كم وعن مدينة القرداحة 10كم كما أنها ترتفع عن سطح البحر 650م وقرية عوينة الريحان يبلغ عدد سكانها حوالي 1159.